# Anolis trinitatis
Anolis trinitatis (сент-вінсентський кущовий аноліс) — вид ігуаноподібних ящірок родини анолісових (Dactyloidae). Мешкає на Карибах.

## Опис
Довжина самців сент-вінсентских кущових анолісів (без врахування хвоста) становить 74 мм. Забарвлення переважно зелене або синьо-зелене, голова і передня частина тілу поцятковані синіми плямками. Нижня частина тіла мають жовтий відтінок, навколо очей темні плями. У самців є великий горловий мішок. Самиці мають менш яскраве забарвлення, а горловий мішок у них менший.

## Поширення і екологія
Сент-вінсентські кущові аноліси мешкають на острові Сент-Вінсент та на сусідніх острівцях. Також вони були інтродуковані на Тринідад. Вони живуть в тропічних лісах, на луках і в садах.